# Ils étaient neuf célibataires
Pour plus de détails, voir Fiche technique et Distribution.
Ils étaient neuf célibataires est un film français écrit et réalisé par Sacha Guitry, sorti en 1939.

## Synopsis
Apprenant qu'un décret d'expulsion menace d'extradition immédiate les étrangers non régularisés présents sur le territoire français, Jean Lécuyer, un habile aventurier, imagine de faire contracter des mariages blancs à plusieurs femmes aisées visées par le nouveau dispositif : une marchande de guano mère de deux filles, une ravissante demi-mondaine entretenue par un duc, une artiste de cirque d'origine asiatique, une jeune chanteuse américaine, une comtesse polonaise au tempérament de feu. 
Les maris de paille seront d'inoffensifs (car âgés de plus de 60 ans) clochards ramassés dans la rue, parmi lesquels un vieil aristocrate ruiné à moitié fou, un faux aveugle et un veuf récent. Sept mariages sont ainsi célébrés, les cinq candidates initiales ayant été rejointes par deux Françaises, l'une patronne de maison close, l'autre poursuivie par le fisc et désireuse de réduire ses impôts. La machine se grippe pourtant lorsqu'au lendemain des cérémonies civiles, chacun des sept « jeunes mariés » décide de s'inviter au domicile conjugal. 
L'organisateur des mariages blancs n'a plus dès lors qu'à se mettre sur leurs traces.

## Fiche technique
- Titre : Ils étaient neuf célibataires
- Réalisation : Sacha Guitry
- Assistants-réalisateur : Christian Chamborant, Jeanne Étiévant
- Scénario et dialogues : Sacha Guitry
- Photographie : Victor Arménise
- Cadreurs : René Ribault, Pierre Bachelet
- Montage : Maurice Serein
- Musique : Adolphe Borchard
- Lyrics : Albert Willemetz
- Décors : Jacques Colombier
- Son : Antoine Archimbaud
- Photographe de plateau : Walter Limot
- Producteurs : Joseph Bercholz[1], Édouard Gide[2]
- Société de production : Les Films Gibé (Paris)
- Société de distribution : C.C.F.C.
- Pays de production :  France
- Format : Noir et blanc — 35 mm — 1,37:1 — Son : Mono
- Genre : Comédie
- Durée : 125 minutes (2 h 5)
- Date de sortie : 
  - France : 27 octobre 1939
- Affiche : Roger Cartier (France)

## Distribution
- Sacha Guitry : Jean Lécuyer
- Max Dearly : Athanase Outriquet
- Elvire Popesco : la comtesse Stacia Batchefskaïa
- Saturnin Fabre : le comte Adhémar Colombinet de La Jonchère
- Victor Boucher : Alexandre
- André Lefaur : Adolphe
- Raymond Aimos : Agénor
- Jean Sinoël : Amédée
- Gaston Dubosc : Antonin Rousselier
- Betty Stockfeld : Margaret Brown
- Marguerite Moreno : Consuelo Rodriguez
- Marguerite Deval : Mme Picaillon de Chéniset
- Marguerite Pierry : Isabelle Patureau, la patronne de la maison close
- Geneviève Guitry : Joan May
- Pauline Carton : Clémentine
- Georges Morton : Aristide
- Anthony Gildès : Anatole
- Gustave Libeau : M. Kaequemops
- Princesse Chyio : Mi-Ha-Ou
- Marie-José : une fille de Consuelo
- Yvonne Yma : la ménagère
- Luce Fabiole : Mme Belin
- Christiane Isola : une nurse
- Simone Paris : une nurse
- Marthe Sarbel : la cuisinière
- Marguerite de Morlaye : la vieille invitée
- Solange Varennes : la soubrette d'Isabelle
- Odile Pascal : la femme de chambre de Margaret
- Nicolas Amato : le patron du "Melon d'Espagne"
- Henri Crémieux : Louis
- Jacques Erwin : le duc Julien de Bénéval
- Georges Grey : Michel Servais
- Alexandre Arnaudy : Maître Renard, l'avoué
- Henry Houry : le patron du cabaret
- Jacques Berlioz : le domestique de Mme Picaillon
- Robert Seller : le domestique de Stacia
- Léon Walther : le domestique de Margaret
- Albert Duvaleix : le cuisinier de Margaret
- Pierre Huchet : le valet de pied de Margaret
- Louis Vonelly : le voisin de table de Margaret
- Alys Delonde : une invitée au repas de Margaret
- André Nicolle : le directeur du cirque
- René Lacourt : l'adjoint au maire
- Génia Vaury : une cliente du cabaret